# Kriechender Sellerie
Der Kriechende Sellerie (Helosciadium repens), auch Kriechender Sumpfschirm, Kriechender Sumpfsellerie, Kriechender Scheiberich genannt, ist eine Pflanzenart aus der Gattung Helosciadium innerhalb der Familie der Doldenblütler (Apiaceae). Sie bildet Land- und Wasserformen und kommt schwerpunktmäßig in Mittel- sowie Westeuropa vor.

## Beschreibung

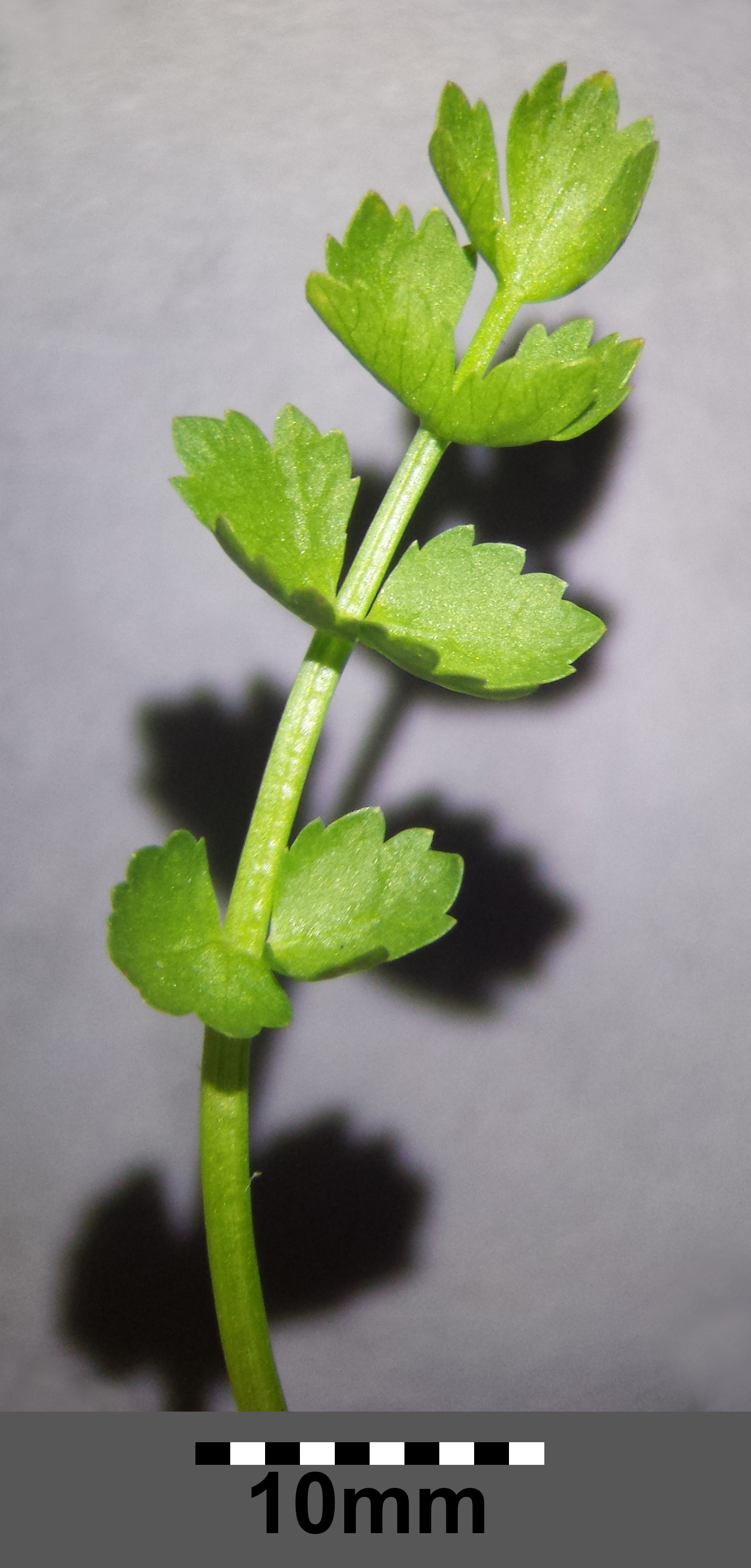
Gefiedertes Laubblatt

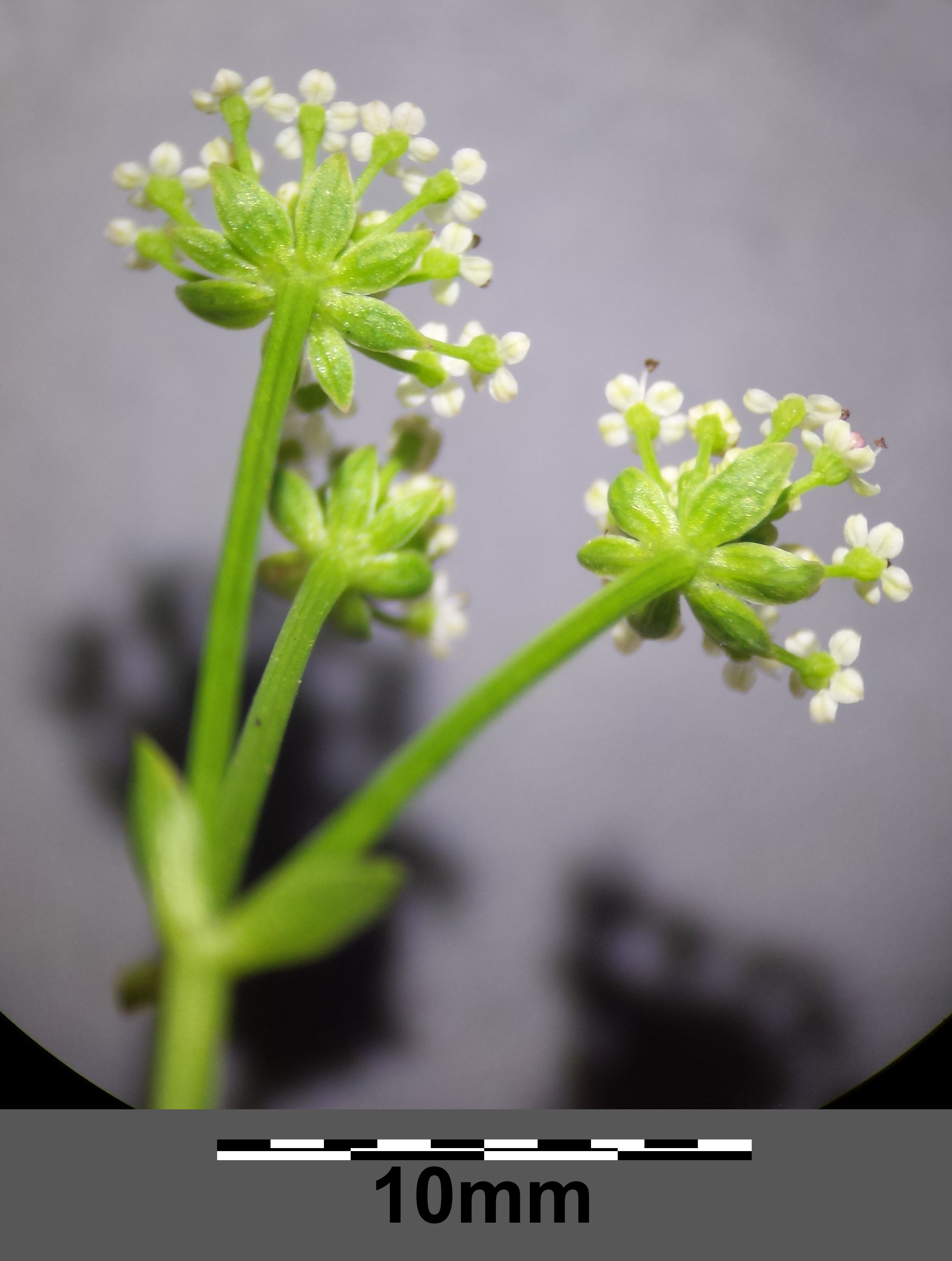
Ausschnitt eines doppeldoldigen Blütenstandes mit Hüllblättern und Döldchen

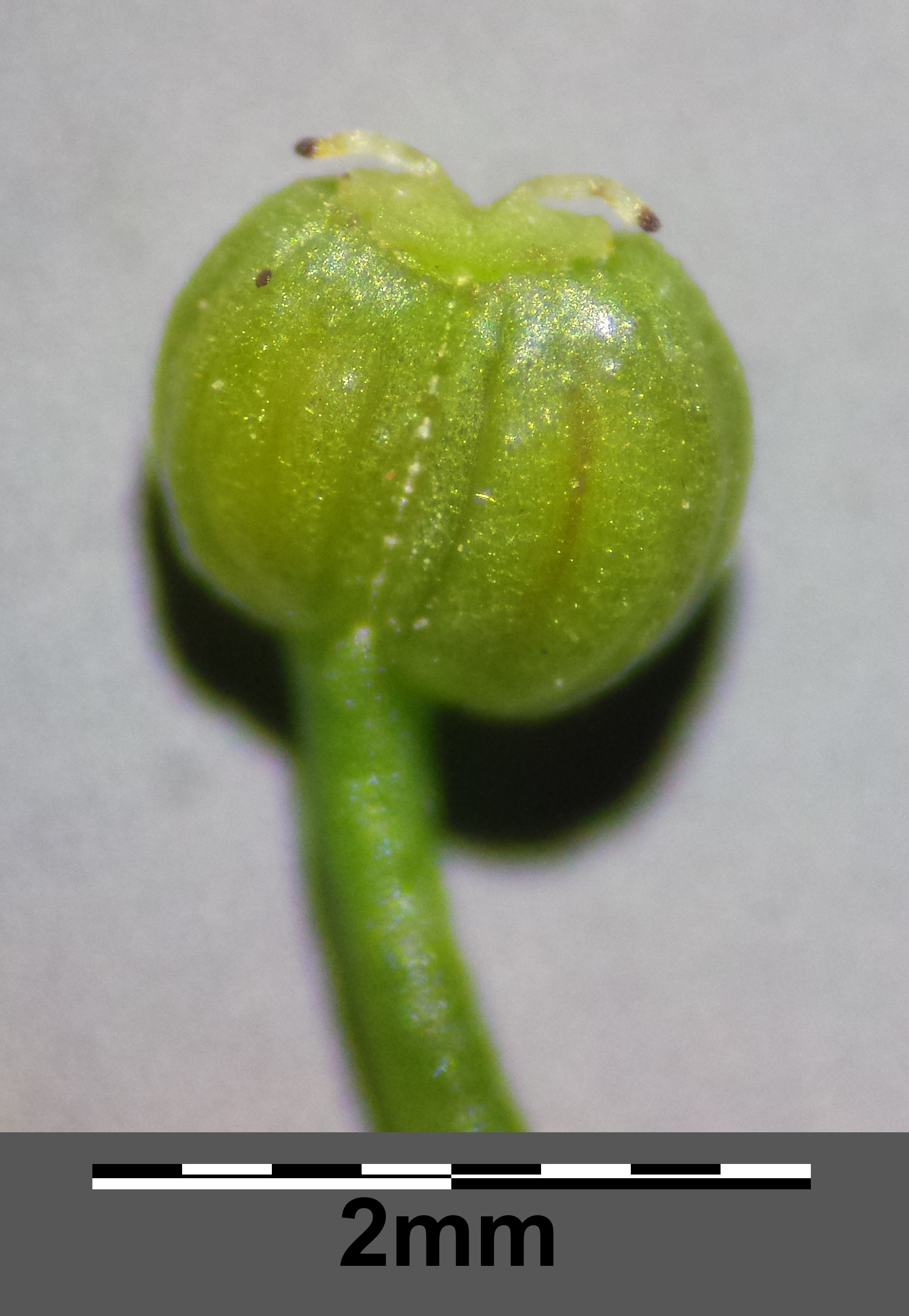
Frucht

### Vegetative Merkmale
Der Kriechende Sellerie wächst als ausdauernde krautige Pflanze, die Wuchshöhen von 10 bis 30 Zentimetern erreicht. Die Landform besitzt einen niederliegenden bis kriechenden, im Querschnitt rundlichen, kahlen, hohlen Stängel, ohne Sellerie-Geruch, der bis zu 60 Zentimeter lang wird und an den Knoten bewurzelt ist. Die Laubblätter sind einfach gefiedert und weisen neun bis elf rundlich verkehrt-eiförmige, ungleich gesägte bis gelappte Teilblättchen auf. Im Vergleich zur Landform bildet die nicht blühende – und daher sich rein vegetativ vermehrende – Wasserform mit bis zu 1,5 Metern längere Stängel und bis zu 40 Zentimeter lange Laubblätter aus. Die Landform des Kriechenden Selleries ist mit dem Schmalblättrigen Merk (Berula erecta) leicht verwechselbar. Beim Kriechenden Sellerie sind die Fiederblattpaare jedoch gleich groß, während beim Aufrechten Merk das unterste Fiederblattpaar sehr klein ist oder fehlt. In letzterem Fall ist an der Ansatzstelle eine quer verlaufende Rille am Blattstiel erkennbar. Zudem bildet der Aufrechte Merk keine kriechenden Sprossabschnitte, die für den Kriechenden Sellerie typisch sind.

### Generative Merkmale
Die Blütezeit erstreckt sich von Juli bis September. Der Blütenstandschaft ist lang. Der doppeldoldigen Blütenstand besitzt drei bis sieben Hüllblätter, ist drei- bis siebenstrahlig und die drei bis sieben Döldchen besitzen fünf bis acht Hüllchenblätter und sind ohne weißen Hautrand.
Die Doppelachäne besteht aus rundlichen Teilfrüchten, die bei einer Länge von 0,7 bis 1 Millimetern sowie einem Durchmesser von bis zu 1,2 Millimetern die scharfe Längsrippen besitzen.
Die Chromosomenzahl beträgt 2n = 22, seltener 16.

## Ökologie
Land- und Wasserform können sich vegetativ vermehren, indem sich an den unteren Knotenpunkten der Kriechtriebe Wurzeln bilden. Dabei kann sich nach Abtrennung von der Mutterpflanze eines Sprossabschnittes zu einer eigenständigen Pflanze entwickeln. Nur die Landform kann umweltabhängig blühen und sich auf diese Weise generativ vermehren. Für die Samen, die unter verschiedensten Umweltbedingungen keimen können, scheint es keinen effizienten Ausbreitungsmechanismus zu geben. Die damit einhergehende geringe Ausbreitungsfähigkeit wird als Faktor für das seltene Vorkommen des Kriechenden Sellerie gewertet.

## Vorkommen
Der Kriechende Sellerie kommt schwerpunktmäßig in Mittel- sowie Westeuropa vor. Es gibt Fundortangaben für Teneriffa, Marokko, Spanien, Portugal, Frankreich, Italien, die Schweiz, Österreich, Deutschland, Belgien, die Niederlande, Ungarn, Dänemark, Polen, die Slowakei, Slowenien, Kroatien, Montenegro, Griechenland und die Türkei, vielleicht auch Bulgarien. In Tschechien ist der Kriechende Sellerie ein Neophyt.
Auf der Iberischen Halbinsel kommt er in Höhenlagen von 800 bis 1200 Metern vor und erreicht maximal 1650 Meter.
In Deutschland befinden sich seine Hauptvorkommen im Donaugebiet und im Alpenvorland. Die Bestände dieser streng geschützten Pflanzenart sind im gesamten Verbreitungsgebiet rückläufig.
Der Kriechende Sellerie wächst auf feuchten bis nassen Untergründen und ist wegen seines hohen Lichtbedarfs bei gleichzeitig geringer Konkurrenzkraft auf häufige Störungen angewiesen, die durch Wildtiere, Erosion oder Wasserstandsschwankungen bedingt sein können. Zu den Lebensräumen zählen Weide- und Mährasen, Verlandungsbereiche von Stillgewässern und insbesondere im Voralpenraum schnell fließende Quellbäche. 
Die ökologischen Zeigerwerte nach Landolt et al. 2010 sind in der Schweiz: Feuchtezahl F = 4+w+ (nass aber stark wechselnd), Lichtzahl L = 3 (halbschattig), Reaktionszahl R = 4 (neutral bis basisch), Temperaturzahl T = 4 (kollin), Nährstoffzahl N = 4 (nährstoffreich), Kontinentalitätszahl K = 2 (subozeanisch), Salztoleranz = 1 (tolerant).
Der Kriechende Sellerie ist pflanzensoziologisch in Mitteleuropa eine Charakterart des Verbands Agropyro-Rumicion.

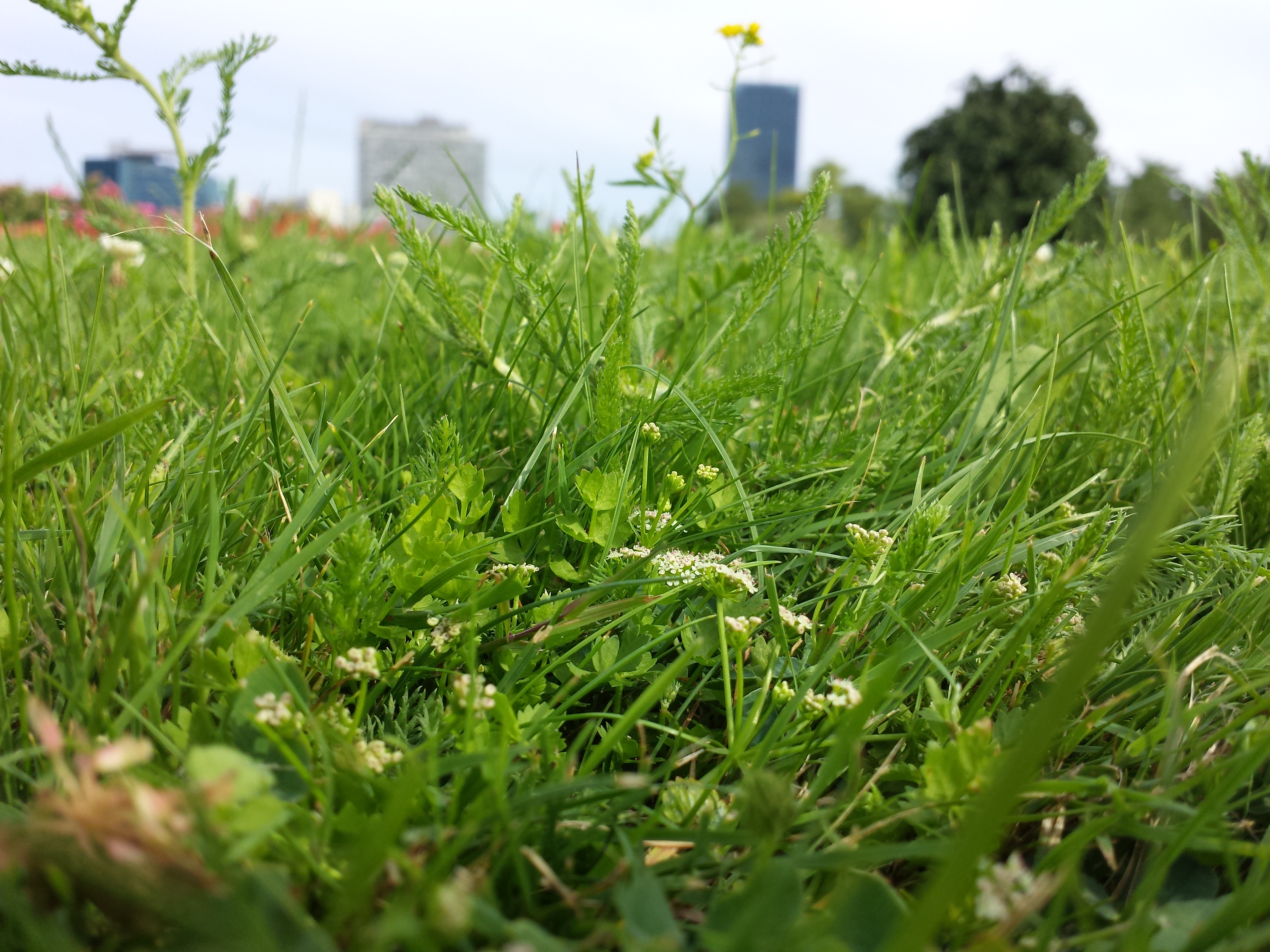
Vorkommen in einem Parkrasen in Wien

## Gefährdung und Artenhilfsmaßnahmen
Der Kriechende Sellerie gilt weltweit als stark gefährdet. Der Kriechende Sellerie ist in der Roten Liste der gefährdeten Pflanzenarten Deutschlands 1996 als „vom Aussterben bedroht“ bewertet worden und ist nach BNatSchG (Bundesartenschutzverordnung) „streng geschützt“. Er ist in den Anhängen II und IV der FFH-Richtlinie aufgeführt. Daher gilt er als streng zu schützende Pflanzenart, für die eigens Schutzgebiete ausgewiesen werden. Zu den Artenhilfsmaßnahmen zählen die Erhaltung offener Flächen, Vermeidung von Störungen durch Tritt, Beweidung oder Mahd und die Renaturierung von Fließgewässern (Beseitigung von Uferbefestigungen). In der Schweiz gilt der Kriechende Sellerie als „vom Aussterben bedroht“.

## Taxonomie
Die Erstveröffentlichung erfolgte 1775 unter dem Namen (Basionym) Sium repens Jacq. durch Nikolaus Joseph von Jacquin in Flora Austriaca, Band 3, S. 34. Der akzeptierte Name Helosciadium repens (Jacq.) W.D.J.Koch wurde 1824 durch Johann Friedrich Wilhelm Koch in Nova Acta Physico-medica Academiae Caesareae Leopoldino-Carolinae Naturae Curiosorum Exhibentia Ephemerides sive Observationes Historias et Experimenta, Band 12, Teil 1, S. 126 veröffentlicht. Weitere Synonyme von Helosciadium repens (Jacq.) W.D.J.Koch sind: Apium repens (Jacq.) Lag., Apium nodiflorum subsp. repens (Jacq.) Thell.

## Nutzung
Trotz der gefährdeten natürlichen Vorkommen wird aus Gärtnereien stammender Kriechender Sellerie im Handel angeboten. Er kann wie Petersilie oder Blattsellerie zum Würzen oder als Tee-Aufguss verwendet werden.